# Alfonso Chierici
Pour les articles homonymes, voir Chierici.
Alfonso Chierici (né le 9 janvier 1816 à Reggio d'Émilie et mort le 27 septembre 1873  à Rome) est un peintre néo-classique italien du XIXe siècle.

## Biographie
Frère du paléontologue Gaetano Chierici, Alfonso Chierici étudie à l'Académie des Arts de Reggio sous la direction de Prospero Minghetti entre 1829 et 1832.
Grâce à une subvention, en 1833, il peut étudier à l'Académie Atestina de Modène sous la direction du sculpteur Giuseppe Pisani et du peintre Bernardino Rossi. En 1834, une deuxième subvention lui permet de se rendre à Rome pour perfectionner ses acquis à l'Accademia di San Luca en suivant le peintre Tommaso Minardi. C'est là qu'il fréquente Filippo Bigioli et Francesco Hayez.
C'est à cette époque là qu'il peint l'une de ses peintures les plus reconnues, l'Atelier du peintre, peint en 1836 et aujourd'hui exposé au Musée municipal de Modène. À Rome, il acquiert une notoriété comme étant un des seuls peintres de personnages typiques de Rome. On peut retrouver ses peintures dans de nombreuses collections de la capitale. De plus, Chierici a eu de nombreuses commandes religieuses comme l'Annonciation de 1839 et le Retable des Chierici de 1854. Il devient en 1853 académicien à San Luca et sera nommé conseiller en 1870.
À Reggio, on peut retrouver l'une des œuvres sur le rideau du théâtre municipal.

## Œuvres
Ses œuvres sont caractérisées par un raffinement extrême. En voici quelques-unes :
- Rideau du théâtre municipal de Reggio d'Émilie, (circa 1873), Théâtre Romolo Valli, huile sur rideau;
- Fille avec rose (circa 1873), Collection privée, huile sur toile[3] ;
- le Retable des Chierici (1854), Basilique Della Ghiara, huile sur toile;
- Jésus chasse les marchands (1844), Musée Municipal de Modène, huile sur toile[4]
- l'Annonciation (1839), Église Sainte-Thérèse de Reggio d'Émilie, huile sur toile;
- l'Atelier du Peintre (1836), Musée Municipal de Modène, huile sur toile.